# بنك الاحتياطي الفيدرالي (شيكاغو ديترويت)
بنك الاحتياطي الفيدرالي في شيكاغو ديترويت هو المكتب الفرعي الوحيد لبنك الاحتياطي الفيدرالي في شيكاغو. وهي جزء من الحي السابع ورمزها 7-G. يقع حاليًا في 1600 شارع شرق وارين بالقرب من I-75 في منطقة السوق الشرقية التاريخية في ديترويت في شيكاغو. يشغل المكتب 17 فدانًا (6.9 هكتار) وتكلف بناء 80 مليون دولار. تأسس فرع ديترويت في عام 1927 ويترأسه حاليًا روبرت وايلي. يحتوي كل فرع من فروع البنوك الاحتياطية الفيدرالية على مجلس إدارة مكون من سبعة أو خمسة مديرين، يتم تعيين معظمهم من قبل البنك الاحتياطي الفيدرالي الأصلي، يتم تعيين الآخرين من قبل مجلس المحافظين. يخدم مديرو الفروع فترات متداخلة مدتها ثلاث سنوات (لمدة عامين إذا كان للفرع خمسة مديرين). يتم تعيين أحد الأعضاء المعينين من قبل مجلس الاحتياطي الفيدرالي سنويًا كرئيس لمجلس إدارة ذلك الفرع بالطريقة التي يحددها البنك الاحتياطي الفيدرالي الأم.

## أسبوع المال الذكي
ينسق فرع ديترويت حاليًا أسبوع المال الذكي ميتشيغان. تم تصميم أسبوع المال الذكي بتنسيق من فرع ديترويت والمنظمات الشريكة والمجلس الاستشاري المال الذكي لتعزيز المعرفة المالية وتوفير قدر أكبر من التعليم المالي الشخصي للمستهلكين. يوفر أحداثًا مجانية مصممة لتوفير التعليم المالي للمستهلكين. يشرف على الفعاليات المجلس الاستشاري للمال الذكي. الحدث الرئيسي هو تجمع لعدة مئات من المعلمين في مكتب فرع ديترويت حيث يتلقون المواد التعليمية من مختلف الرعاة. بشكل عام يشارك أكثر من 100 راعٍ في 200 حدث.